# Карповцы (Житомирская область)
Карповцы́ (укр. Карпівці) — село на Украине, основано в 1714 году, находится в Чудновском районе Житомирской области.
Код КОАТУУ — 1825883201. Население по переписи 2001 года составляет 2037 человек. Почтовый индекс — 13235. Телефонный код — 4139. Занимает площадь 7,941 км².

## Адрес местного совета
13235, Житомирская область, Чудновский р-н, с.Карповцы, ул.Ленина, 15